# Opus (formație)
Opus este o formație de muzică pop-rock din Austria, înființată în anul 1973. Este autoarea hitului „Live Is Life” (1985), care a intrat în clasamentele mai multor țări. Opus s-a bucurat de succes în Austria, Germania și Elveția, dar niciodată în țările negermanice. Formația, încă activă, nu a reușit să reitereze succesul obținut cu piesa „Live Is Life”.

## Componență
- Herwig Rüdisser – voce
- Ewald Pfleger – chitară
- Kurt-Rene Plisnier – claviaturi
- Günter Grasmuck – chitară bas

## Discografie
- Daydreams (1980)
- Eleven (1981)
- Opusition (1982)
- Up And Down (1984)
- Live Is Life (1984, în concert)
- Solo (1985)
- Opus (1987)
- Magical Touch (1990)
- Walkin' On Air (1992)
- Jubileé (1993, în concert)
- Love, God & Radio (1996)
- Flyin' Higher. Greatest Hits (2003)
- The Beat Goes On (2004)